# Olbramkostel
Olbramkostel är en köping i Tjeckien.   Den ligger i regionen Södra Mähren, i den sydöstra delen av landet, 170 km sydost om huvudstaden Prag. Olbramkostel ligger 368 meter över havet och antalet invånare är 516.
Terrängen runt Olbramkostel är platt, och sluttar österut. Runt Olbramkostel är det ganska glesbefolkat, med 22 invånare per kvadratkilometer. Närmaste större samhälle är Znojmo, 10,3 km sydost om Olbramkostel. Trakten runt Olbramkostel består till största delen av jordbruksmark.